# ベレケト車両基地
ベレケト車両基地（ベレケトしゃりょうきち、トルクメン語: Bereket demirýol deposy、英: Bereket Railway Depot）は、トルクメニスタンのベレケト市にあるトルクメン鉄道の車両基地である。ベレケトRDとも称される。
当車両基地は、ベレケト駅の近くにあり、機関車の修理および保守が行われている。
当車両基地は、トルクメニスタンで最古かつ最大のMPDの一つである。
1889年に、当車両基地が建造されている。
その収容敷地には、ベレケト車両基地で残存するロシア製クラスT機関車「ТЭ-189」（1857-1915年頃製造）、FD型蒸気機関車「ФД20-2526, ФД20-2494 (ФД20-1441)」（1931-1942年頃製造）およびロシア製クラスE機関車「Эр796-88, Эм734-66 (Эм733-96), Эу705-41, Эм725-30, Э-13」（1912-1957年頃製造）が置かれている。
有名な米国製アルコRSD-1形機関車をプロトタイプとした、「ТЭ1」クラス機関車も何両かある。